# Comunicació amb tambors

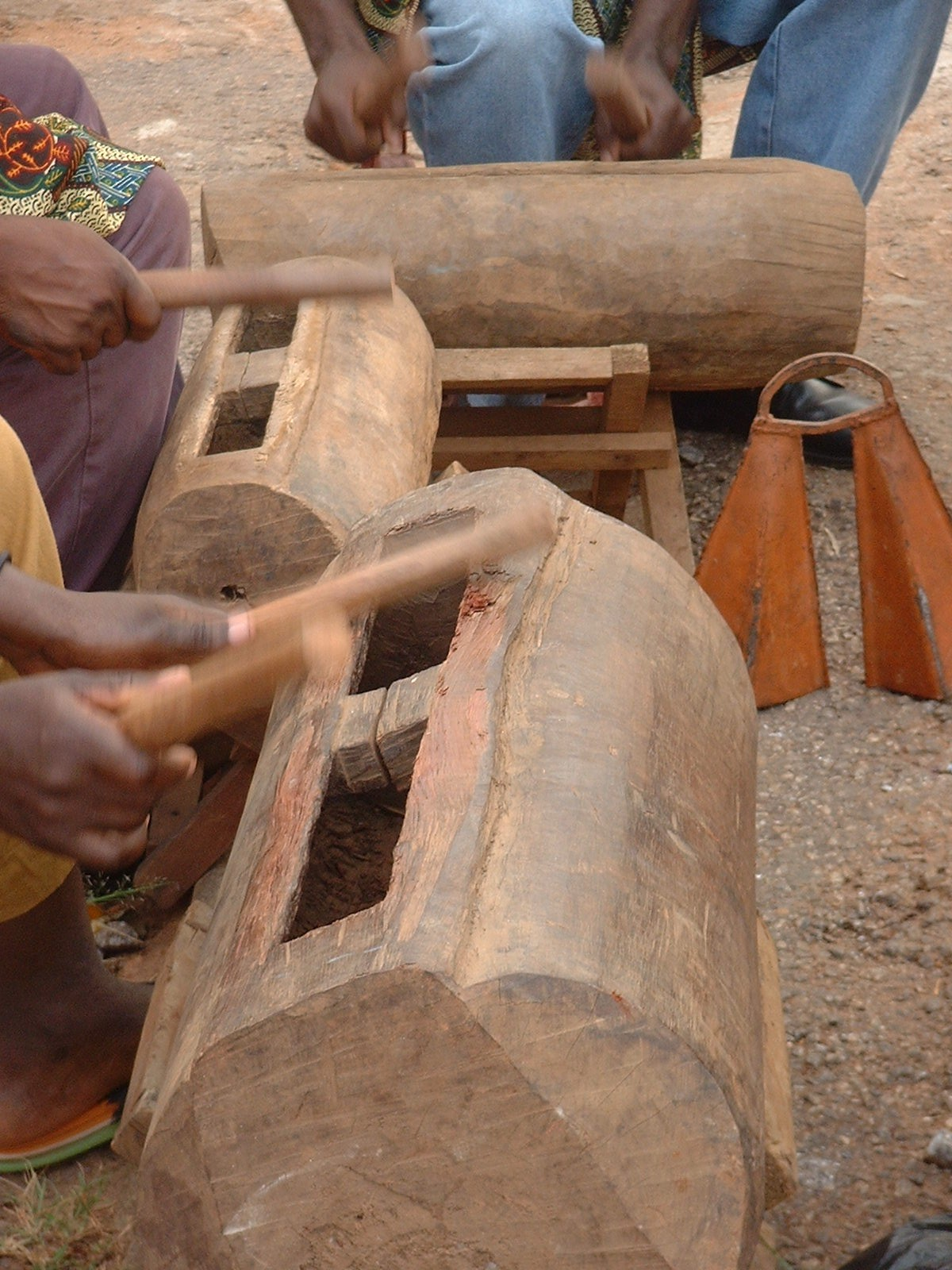
La gent bamileke tamtam

Desenvolupats i utilitzats per cultures que viuen en zones boscoses, els tambors van servir com una forma primitiva de comunicació a llarga distància i es solien utilitzar durant les funcions cerimonials i religioses.

## Menes

### Tambor parlant
Tot i que aquesta mena d'instrument en forma d'ampolleta es pot modular amb prou força, el seu rang es limita a una reunió o mercat, i s'utilitza principalment en escenaris cerimonials. Les funcions cerimonials podrien incloure dansa, rituals, narració d'històries i comunicació d'ordres
Alguns dels grups de variacions del tambor parlant entre els grups ètnics de l'Àfrica Occidental:
- Tama (wolof del Senegal)
- Gan gan, Dun Dun (ioruba de Nigèria i Benín oriental)
- Dondo (Akan del centre de Ghana i Costa d'Ivori)
- Lunna (Dagomba del nord de Ghana ; Mossi de Burkina Faso)
- Kalangu (Hausa del nord de Nigèria, Níger, nord de Ghana, Benín i Camerun)
- Doodo (Songhai i Zarma de Mali, Burkina Faso i Níger)

Al segle xx, els tambors parlants s'han convertit en una part de la música popular a l'Àfrica occidental, especialment en els gèneres musicals de Jùjú (Nigèria) i Mbalax (Senegal).

### Tam-tams
Els tambors de missatges, o tam-tams, amb cambres buides i obertures llargues i estretes que ressonen quan es colpegen, són instruments més grans de fusta buidats d'un sol tronc. Aquests tam-tams són comuns als sistemes de comunicació de tambors de Papua Nova Guinea, on es coneixen a Tok Pisin com a garamut. Les variacions en el gruix de les parets variarien els tons quan es colpegen amb pesades baquetes de fusta. Tot i que poden ser simples peces utilitàries, també poden ser obres d'escultura molt elaborades tot conservant la seva funció. Sovint hi ha petits suports sota cada extrem del tronc per mantenir-lo separat del terra i deixar-lo vibrar amb més llibertat.
Aquests tambors es fan amb troncs buits. Com més gran sigui el tronc, més fort és so i, per tant, més lluny es pot sentir. Es tallaria una llarga ranura en un costat del tronc de l'arbre. A continuació, el tronc s'escava a través de la ranura, deixant uns llavis (ressalts de fusta) a cada costat de l'obertura. Es pot afinar un tam-tam per produir una nota més baixa i una nota més alta. Per això caldria buidar-lo més sota un llavi que sota l'altre. Els llavis del tam-tam són colpejats amb pals, batejant ritmes de notes agudes i baixes.
En condicions ideals, el so es pot sentir a una distància d'entre 3 i 7 milles, però els missatges interessants solen ser retransmesos pel poble següent. El terme "tambors parlants" o "tambors de la selva" també es pot fer servir com un eufemisme per xafarderia.

### Cambarysu
La tribu Catuquinaru del Brasil va utilitzar un tambor anomenat cambarysu per enviar vibracions a través del terra a altres cambarysus fins a 1,5. km de distància. Alguns estudiosos van expressar l'escepticisme sobre si existia el dispositiu i que pogués enviar vibracions a través del terra en lloc de l'aire.

## Varietats
A l'Àfrica, Nova Guinea i l'Amèrica tropical, les tribus han utilitzat la telegrafia de tambor per comunicar-se entre elles durant segles. Quan les expedicions europees van arribar a les selves per explorar els boscos locals, es van sorprendre al veure que el missatge de la seva vinguda i la seva intenció es transmetia pel bosc un pas abans de la seva arribada. Un missatge africà es pot transmetre a una velocitat de 100 milles en una hora.
Entre els famosos tambors de comunicació hi han els tambors de l'Àfrica occidental (vegeu tambor parlant). Des de les regions conegudes avui com Nigèria i Ghana es van estendre per l'Àfrica occidental i fins a Amèrica i el Carib durant el tràfic d'esclaus. Allà van ser prohibits perquè els usaven els esclaus per comunicar-se a llargues distàncies en un codi desconegut pels seus esclavistes.
També s'utilitzaven tambors parlants a l'Àfrica oriental i són descrits per Andreus Bauer al Carrer de les caravanes, mentre actuava com a guàrdia de seguretat al Wissmann Truppe per a la caravana de Charles Stokes.

### Mètodes
La forma de comunicació amb tambor tradicional existent a l'Àfrica pot ser en realitat de tres tipus diferents.
- en primer lloc, simplement pot estar subjecte a lleis musicals.
- en segon lloc, un ritme pot representar una idea (o senyal)
- en tercer lloc pot repetir el perfil accentual d'un enunciat parlat

Els mètodes que imiten la parla, no són llenguatges per si mateixos; imiten llenguatges naturals reals. Els sons produïts són senyals convencionals o idiomàtics basats en patrons de parla. Els missatges solen ser molt estereotipats i depenen del context. No tenen la capacitat de formar noves combinacions i expressions.

### Imitació de la parla
A l'Àfrica central i oriental, els patrons de tambor poden expressar els accents, la longitud de les síl·labes i el to de la llengua africana particular. En els llenguatges de to, on les síl·labes s'associen a un to determinat, algunes paraules només es distingeixen pel seu perfil suprasegmental. Per tant, els llenguatges de tambor de síl·labes sovint poden transferir un missatge utilitzant només els fonemes tonals.
En determinades llengües, el to de cada síl·laba es determina de manera única en relació amb cada síl·laba adjacent. En aquests casos, els missatges es poden transmetre com a ritmes ràpids a la mateixa velocitat que la parla, ja que el ritme i la melodia coincideixen amb l'enunciat parlat equivalent.
Es poden produir males interpretacions a causa de la naturalesa altament ambigua de la comunicació. Això es redueix pels efectes de context i l'ús de frases de valor. Per exemple, a Jabo, la majoria de paraules són monosíl·labs. Mitjançant l'ús d'un proverbi o títol honorífic per crear versions ampliades d'un animal, nom de persona o objecte, el ritme únic corresponent es pot substituir per un motiu rítmic i melòdic que representi el tema. A la pràctica, no tots els oients entenen totes les frases enviades; normalment, La comunicació amb tambor només s'entén al nivell del seu context immediat.

## Tambors del riu Orinoco
Algunes tribus de l’Orinoco empraven tambors de gran potència sonora. Amb capacitat de comunicar-se a més de quatre llegües. (Imatge del tambor a la referència adjunta) L'obra de Josep Gumilla dona moltes explicacions sobre aquests tambors, que també anomena dels "caverres" (de la tribu dels caverres).